# John Conrad Russell
John Conrad Russell, 4ª Earl Russell (16 de noviembre de 1921-16 de diciembre de 1987) fue el hijo mayor del filósofo y matemático Bertrand Russell (el tercer Conde) y su segunda esposa, Dora Black.  Su segundo nombre era un homenaje al escritor Joseph Conrad, a quien su padre había admirado durante mucho tiempo.  Era el bisnieto del primer ministro británico del partido Whig del siglo XIX, Lord John Russell. Accedió al título a la muerte de su padre, el 2 de febrero de 1970. 
John Russell fue educado en Dartington Hall School, la Universidad de California, Los Ángeles y la Universidad Harvard. Al abandonar Harvard en 1943, regresó a Gran Bretaña y se alistó en la Reserva Naval Real.  En la Reserva aprendió el idioma japonés.
Russell tuvo una carrera temprana distinguida, trabajando para la FAO entre otras organizaciones, pero en su vida posterior fue diagnosticado como esquizofrénico. Esto lo convirtió en la única persona en el Reino Unido a quien se le negó el voto en dos cargos, primero, por ser un noble, y segundo, por estar loco.  Pronunció un discurso en la Cámara de los Lores que fue considerado tan extravagante que hasta el día de hoy es el único discurso no grabado por Hansard.     
John Russell se casó el 28 de agosto de 1946 con Susan Doniphan Lindsay, hija del poeta Vachel Lindsay.  Tuvieron tres hijas: Lady Felicity Anne Russell (nacida el 2 de septiembre de 1945), Lady Sarah Elizabeth Russell (nacida el 16 de enero de 1946), y Lady Lucy Catherine Russell (21 de julio de 1948 - 11 de abril de 1975). Ni Sarah ni Lucy se casaron ni tuvieron hijos; Anne tuvo una hija, Rowan. Al igual que su padre y su madre, las tres hijas sufrieron graves problemas de salud mental.  Lucy, que era la nieta favorita de Bertrand Russell, murió de autoinmolación, a la edad de 26 años, en el patio de una iglesia cerca de Penzance, aparentemente protestando por la causa de la paz mundial.
John Russell fue sucedido como Earl por su hermanastro, el historiador Conrad Russell.